# ادواردو داتو
ادواردو داتو (انگلیسی: Eduardo Dato؛ ۱۲ اوت ۱۸۵۶ – ۸ مارس ۱۹۲۱) یک سیاست‌مدار اهل اسپانیا بود.